# Medalla Carl von Ossietzky
La Medalla Carl von Ossietzky es un galardón concedido por la Liga Internacional por los Derechos Humanos de forma anual desde 1962 y al menos una vez cada dos años a partir de 2011 a personalidades, iniciativas y organización para reconocer su labor y compromiso con los derechos humanos. El galardón lleva el nombre del pacifista alemán y Premio Nobel de la Paz Carl von Ossietzky, fallecido en 1938 como consecuencia de su internamiento en un campo de concentración.

## Laureados
- 1962: Otto Lehmann-Russbüldt
- 1963: Rudolf Küstermeier
- 1964: Joseph Wulf
- 1965: Heinrich Grüber
- 1966: Fritz von Unruh
- 1967: Günter Grass
- 1968: Kai Hermann
- 1969: Robert Kempner
- 1970: Walter Fabian
- 1971: Walter Schulze en representación de Internationaler Arbeitskreis Sonnenberg
- 1972: Carola Stern – Amnesty International
- 1973: Helmut Gollwitzer
- 1974: Heinrich Böll
- 1975: Heinrich Albertz
- 1976: Betty Williams, Mairead Corrigan y Ciaran McKeown en representación de Peace People, Irlanda
- 1977: Willi Bleicher, Dr. Helmut Simon
- 1978: Rudolf Bahro
- 1979: Fritz Eberhard, Axel Eggebrecht
- 1980: Ingeborg Drewitz
- 1981: Gert Bastian
- 1982: William Borm
- 1983: Heinz Brandt, Martin Niemöller
- 1984: Günter Wallraff
- 1985: Lea Rosh
- 1986: Erich Fried
- 1987: Eberhard Carl, Eckart Rottka e Imme Storsberg en representación de Richter und Staatsanwälte für den Frieden
- 1988: Klaus Bednarz
- 1989: Antje Vollmer, Friedrich Schorlemmer
- 1990: Konrad Weiß
- 1991: Liselotte Funcke
- 1992: Wolfgang Richter, Thomas Euting, Dietmar Schumann, Thomas Höper, Jürgen Podzkiewitz, Jochen Schmidt – equipo editorial de Kennzeichen D de ZDF
- 1993: Aziz Nesin, Karl Finke
- 1994: Volker Ludwig y el Grips-Theater de Berlín
- 1995: Jacob Finci en representación de La Benevolencija; Hans Koschnick
- 1996: Las Madres de los sábados de Estambul
- 1997: Hannes Heer en representación del equipo de la exposición Wehrmachtsausstellung
- 1998: Madjiguène Cissé y Les Collectifs des sans-papiers
- 1999: Simin Behbahani y Monireh Baradaran
- 2000: Brandenburger Flüchtlingsinitiative, Association Opferperspektive y Frank Jansen, editor del Tagesspiegel
- 2001: Ökumenische Bundesarbeitsgemeinschaft Asyl in der Kirche
- 2002: Eberhard Radczuweit y Marina Schubarth por su trabajo en Kontakte-Контакты e.V., Asociación por los contactos con los países de la antigua Unión Soviética
- 2003: Gerit von Leitner (publicista) y la iniciativa ciudadana Freie Heide
- 2004: Percy MacLean, Esther Béjarano, Peter Gingold, Martin Löwenberg
- 2005: Mechthild Niesen-Bolm e Inge Wannagat y el centro de ocio y asesoramiento Die Arche – Christliches Kinder- und Jugendwerk de Berlín
- 2006: Bernhard Docke (abogado) y Florian Pfaff (mayor de la Bundeswehr)
- 2007: Equipo jurídico y de emergencia para las protestas contra la cumbre del G8 en Heiligendamm
- 2008: Comité ciudadano del pueblo palestino Bil'in y Anarchists Against the Wall
- 2009: Mouctar Bah y Stefan Schmidt (capitán del Cap Anamur)
- 2010: Mordechai Vanunu[5]
- 2011: no concedida
- 2012: Peter Lilienthal[6]
- 2013: no concedida
- 2014: Edward Snowden, Laura Poitras und Glenn Greenwald[4]
- 2015: no concedida
- 2016: SOS Méditerranée y Kai Wiedenhöfer[7][8]
- 2018: Leyla İmret y Ottmar Miles-Paul (trabajador social)[9]
- 2020: Otfried Nassauer[10]

## Galería

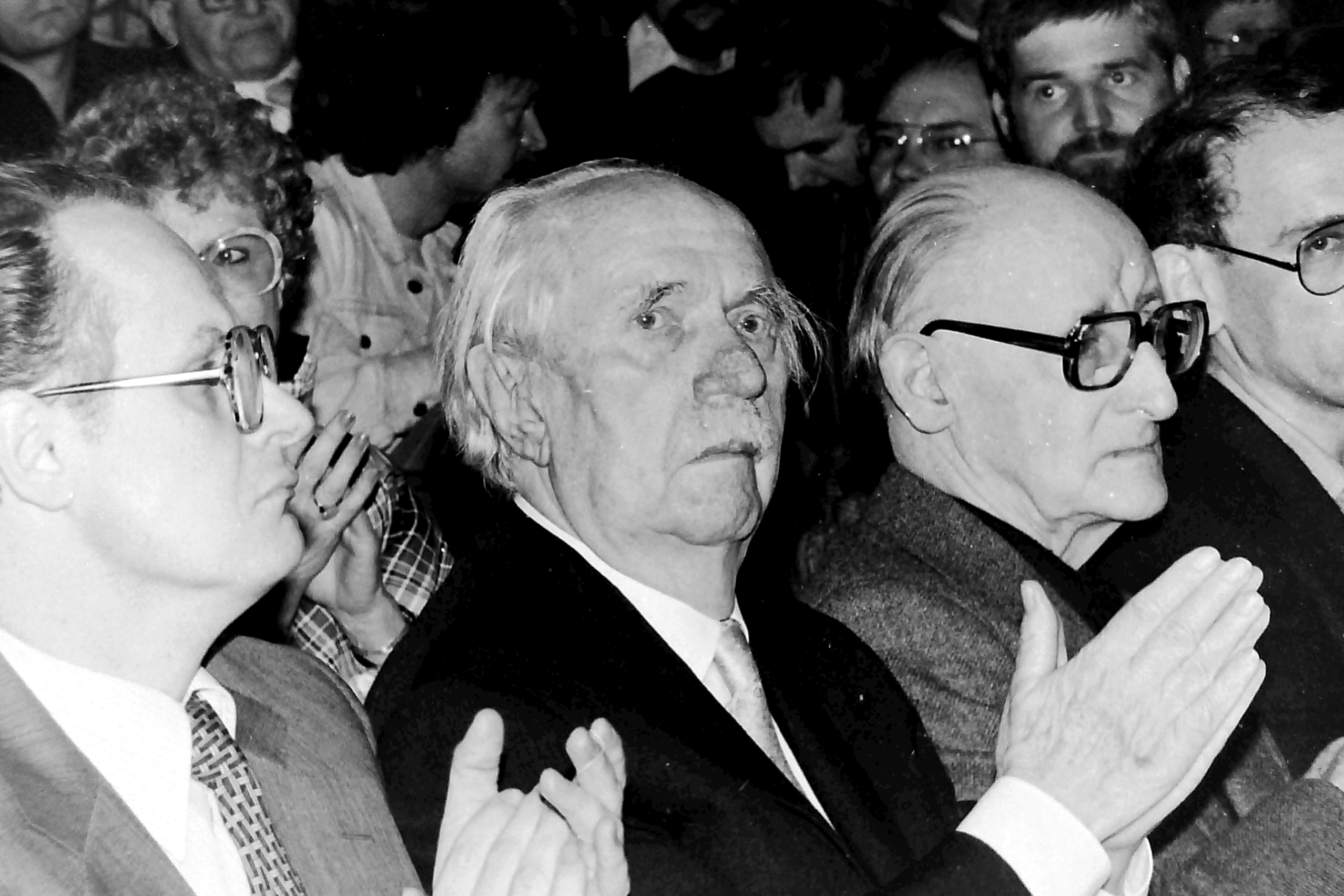
Fritz Eberhard en la ceremonia de entrega de la Medalla Carl von Ossietzky Medal (1979)
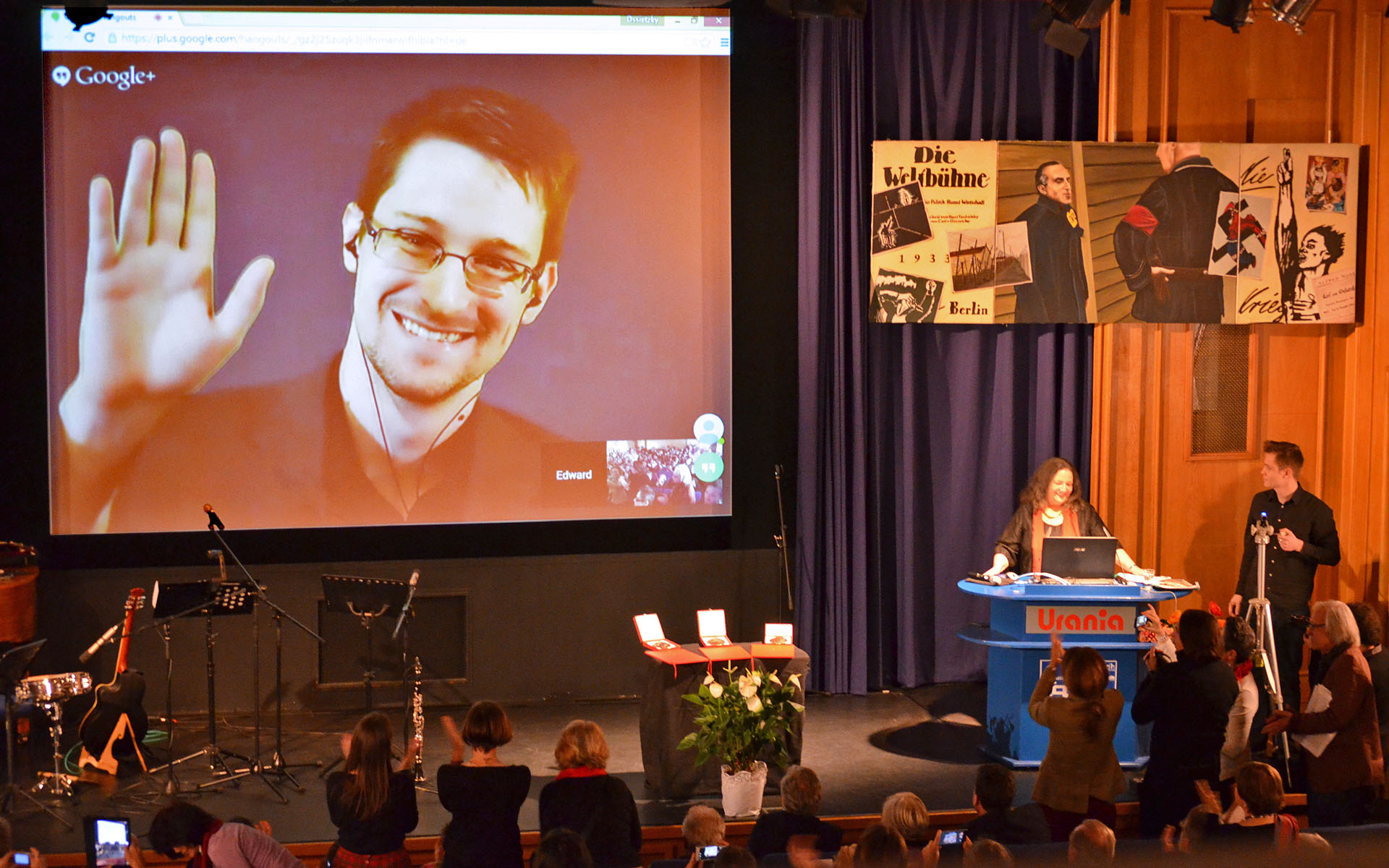
Edward Snowden aparece por vídeo en la ceremonia de entrega de la Liga Internacional por los Derechos Humanos de 2014